# Hella, Island
Hella är en ort på Island, som ligger i regionen Suðurland på Island. Hella ligger 33 meter över havet och antalet invånare är 942.
Den högsta punkten i närheten är Vatnsdalsfjall, 358 meter över havet, 16,8 km öster om Hella. Närmaste större samhälle är Hvolsvöllur, 12,7 km sydost om Hella.